# Закутневка
Закутневка (укр. Закутнівка) — село,
Закутневский сельский совет,
Первомайский район,
Харьковская область, Украина.
Код КОАТУУ — 6324584001. Население по переписи 2001 года составляет 890 (402/488 м/ж) человек.
Является административным центром Закутневского сельского совета, в который, кроме того, входит село
Веселое.

## Географическое положение
Село Закутневка находится, в основном, на правом берегу реки Орелька,
выше по течению на расстоянии в 2,5 км расположено село Ржавчик,
ниже по течению на расстоянии в 5 км расположено село Нижняя Краснопавловка (Лозовский район).

## История
- 1820 — дата основания.

## Экономика
- «Украина Нова», агрофирма ООО.
- Фермерское хозяйство «ЛАН».

## Объекты социальной сферы
- Детский сад.
- Закутневская участковая больница.

## Достопримечательности
- Братская могила советских воинов. Похоронено 97 воинов.